# Grenze zwischen Burkina Faso und Mali

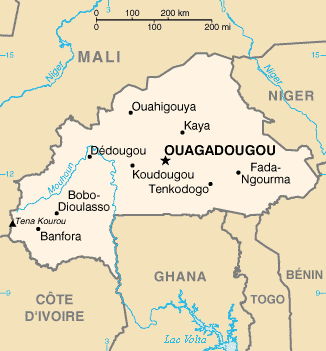
Karte von Burkina Faso mit der Grenze zu Mali

Die Grenze zwischen Burkina Faso und Mali trennt als internationale Landgrenze diese beiden Staaten. Sie ist 1325 km lang (teilweise anders angegeben). Sie verläuft vom Dreiländereck Burkina Faso-Republik Côte d’Ivoire (Elfenbeinküste)-Mali bis zum Dreiländereck Burkina Faso-Mali-Niger.

## Geschichte
Die Grenze wurde durch die französische Kolonialverwaltung erstmals 1919 nach der Abtrennung des damaligen Obervolta von der Kolonie Obersenegal und Niger als innerkoloniale Verwaltungsgrenze festgelegt. Nach vorübergehender Auflösung wurde Obervolta 1947 wieder eingerichtet. Das heutige Mali war als Französisch-Sudan eine getrennte Kolonie innerhalb der Gesamtkolonie Französisch-Westafrika. Obervolta und Französisch-Sudan erlangten im August 1960 die Unabhängigkeit und die Verwaltungsgrenze wurde so zur internationalen Grenze. Französisch-Sudan wurde zu Mali und Obervolta später zu Burkina Faso. Nachdem es in den 1970er Jahren zu Grenzgefechten gekommen war, wurde die Grenze 1985 durch einen Spruch des Internationalen Gerichtshofs festgelegt, durch den das strittige Gebiet fast genau hälftig geteilt wurde.

## Grenzverlauf
Die Grenze nimmt am Dreiländereck mit der Elfenbeinküste (Côte d’Ivoire) am Léraba-Fluss (10°25'48"N, 5°31'12"W) nahe dem höchsten Berg von Burkina Faso, dem Tena Kourou (749 m) ihren westlichen Ausgang. Sie setzt sich nach Norden mit einer Reihe von über Land und in kleineren Gewässern zum Ngorolaka-Fluss fort, dem sie nach Osten folgt. Die Grenze verläuft weiter nach Nordosten in verschiedenen Land- und Flussabschnitten wie dem Sourou bis zum Dreiländereck mit Niger (14°59'24"N, 0°13'48"E).

## Verkehr
Die Grenze wird von den Nationalstraßen von Burkina Faso N2 (bei Yensé), N8 (bei Koloko), N9 (in Faramana), N14 (bei Djibasso), N21 (bei Néhourou) und N22 (bei Diguel) gequert.

## Orte nahe der Grenze

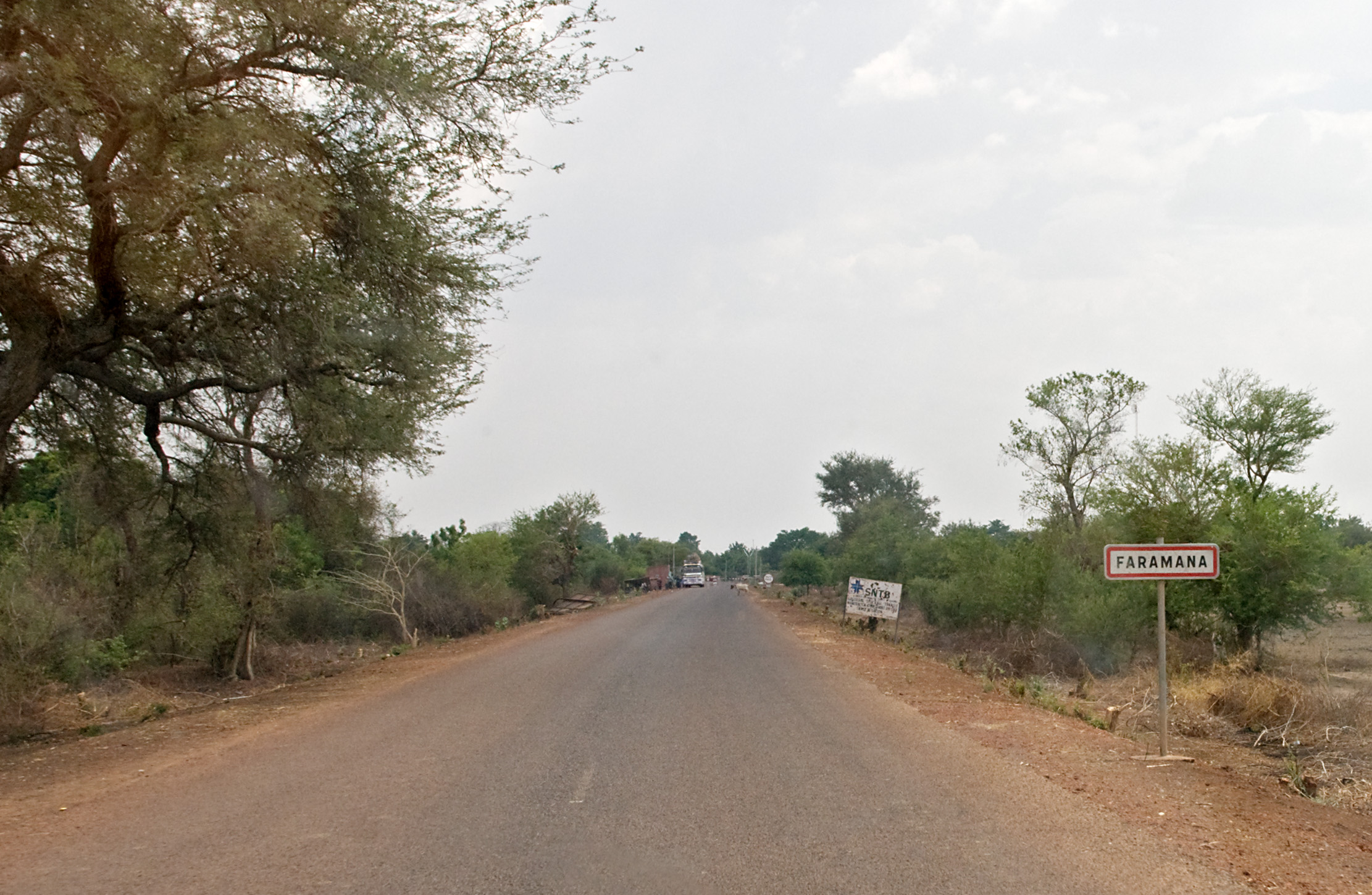
Zufahrt nach Faramana aus Mali

### Burkina Faso
- Koloko
- Ngorouerla
- Dan Maissara
- Faramana
- Tassila
- Ben
- Bangassi
- Kolokan
- Vouoro
- Illa
- Que
- Tiao
- Dounkou
- Djibasso
- Néhourou
- Loroni
- Soro
- Sindio
- Tou
- Petegoli
- Diguel

### Mali
- Loulouni
- Mandela
- Mahou
- Gbangan
- Lonha
- Mafune
- Wanian
- Benena
- Koula
- Yehere
- Nioukoundara
- Ouankoro
- Kare
- Bai
- Ombo
- Tongore
- Sobangouma
- Batou
- Yoro
- Dionouga
- Douna